# Patrícia (álbum)
PATRICIA é o segundo álbum de estúdio da cantora Patricia Marx (na época sob o nome de Patricia), lançado em 1988, pela gravadora BMG Ariola. A produção e a maioria das canções são de Michael Sullivan, com quem trabalhou desde a época do Trem da Alegria.
Para promovê-lo foram lançados singles de três faixas: "Certo ou Errado", "Doçura" e "Cedo Demais", que foram cantadas em shows e programas de TV. Para o primeiro, foi feito um videoclipe.
Obteve o sucesso de seu antecessor, atingiu a posição de número dez entre os mais vendidos, na lista semanal do Jornal do Brasil e vendeu mais de 250 mil cópias, o que rendeu mais um disco de platina.

## Antecedentes e produção
Depois do sucesso do primeiro álbum de Patricia, que vendeu mais de 350 mil cópias e rendeu a cantora seu primeiro disco de platina, a expectativa para o segundo álbum solo da cantora era grande. Nesse segundo álbum, a artista teve uma maior variação de compositores, não só a dupla "Sullivan e Massadas" que compuseram 8 das 9 faixas do primeiro disco.
Algumas das canções seguem o estilo do primeiro com influencia dos anos de 1960 ("Quando estou com você", "Meu Diário", "Desejo secreto").[carece de fontes?] Faixas românticas como "Cedo demais" e "Labirinto de sonhos", "Doçura" - que lembra as canções da cantora americana Madonna -,[carece de fontes?] versões de dois sucessos internacionais: "Let's wait a while" da Janet Jackson que virou "Pra que se complicar"[carece de fontes?] e o clássico "As time goes by" - do filme Casablanca - que virou "Amor é sempre amor".

## Lançamento e divulgação
Um especial feito em 1989, dentro do programa C&A Show, da TV Manchete incluía no set list: "Pra Que Se Complicar", "Não Quero Perder", "Coração na Mão", "Vivo Sonhando", "Time After Time", "Festa do Amor", "Cedo Demais", "Te Cuida Meu Bem", "As Rosas Não Falam", "Doçura", "Certo ou Errado".

## Recepção comercial
Obteve êxito comercial, da mesma forma que o seu antecessor. Na lista de álbuns mais vendidos do Jornal do Brasil, auditado pela Nopem, estreou em número dez, na semana de 20 de março de 1989. Em sua segunda (e última) semana, em 27 de março de 1989, manteve a mesma posição.
Mais de 200 mil cópias foram compradas pelas lojas antes do lançamento, o que rendeu um disco de ouro. Meses depois, a artista receberia o seu segundo disco de platina.

## Lista de faixas
Créditos adaptados do encarte do LP Patricia, de 1988.
| Lado A |                                        |                                                               |         |  |
| N.º    | Título                                 | Compositor(es)                                                | Duração |  |
| 1.     | "Certo ou Errado"                      | Paulo Massadas, Michael Sullivan                              | 4:29    |  |
| 2.     | "Quando Estou com Você"                | Paulo Sérgio Valle, José Augusto                              | 4:43    |  |
| 3.     | "Doçura"                               | Mauro Motta, Cláudia Olivetti, Lincoln Olivetti, Robson Jorge | 4:33    |  |
| 4.     | "Cedo Demais"                          | Chico Roque, Ed Wilson, Carlos Colla                          | 3:13    |  |
| 5.     | "Não Quero Perder"                     | Ulisses Tavares, Sérgio Sá                                    | 2:49    |  |
| 6.     | "Amor É Sempre Amor" (As Time Goes By) | Herman Hupfeld; versão: Jair Amorim                           | 4:07    |  |

| Lado B |                                              |                                                                       |         |  |
| N.º    | Título                                       | Compositor(es)                                                        | Duração |  |
| 1.     | "É Tempo de Amar"                            | Paulo Massadas, Michael Sullivan                                      | 4:09    |  |
| 2.     | "Pra Que Se Complicar?" (Let's Wait a While) | Janet Jackson, J. Harris III, T. Lewis, M. Andrews; versão: Sérgio Sá | 4:37    |  |
| 3.     | "Desejo Secreto"                             | Paulo Massadas, Michael Sullivan                                      | 3:08    |  |
| 4.     | "Meu Diário"                                 | Paulo Massadas, Michael Sullivan                                      | 3:13    |  |
| 5.     | "Todos os Sentidos"                          | Mazinho Turle, Dilson Gunani                                          | 3:29    |  |
| 6.     | "Labirinto de Sonhos"                        | Sérgio Sá                                                             | 3:39    |  |